# Estación Monteros
La Estación Monteros fue una estación de ferrocarril de Monteros, Tucumán, Argentina. Formó parte del ramal CC12 del Ferrocarril Belgrano, que unía Lamadrid con la estación Tucumán Noroeste.

## Historia
La estación fue inaugurada en 1899, llegando el primer tren a Monteros el 14 de septiembre de ese mismo año. Alrededor de la estación se creó un barrio para trabajadores ferroviarios, conocido como Monteros Viejo. Fue clausurada en 1978, sin prestar servicios ferroviarios en la actualidad. En su lugar se construyó la Terminal de ómnibus de Monteros y el Paseo de la Lectura, inaugurados en 2008. Por ello, los galpones ferroviarios y la playa de maniobras fueron demolidas.